# Italo Balbo
Italo Balbo (født 6. juni 1896, død 28. juni 1940) var en italiensk sortskjorte (Camicie Nere, eller CCNN) leder, luftmarskal (Maresciallo dell'Aria), generalguvernør over Libyen, øverstkommanderende i Italiensk Nordafrika (Africa Settentrionale Italiana, eller ASI), og den italienske diktator Benito Mussolinis "kronprins".

## Biografi

### Tidlige år
Balbo blev født i 1896 i Quartesana nær Ferrara i Italien. Balbo var meget politisk aktiv fra en ung alder. Som blot 14-årig sluttede han sig til revolutionen i Albanien under Ricciotti Garibaldi, Giuseppe Garibaldi's søn.
Da 1. verdenskrig brød ud, og Italien erklærede sig neutral, støttede Balbo en indtræden i krigen på Ententens side. Han deltog i flere arrangementer til fordel for krigsdeltagelse. Da Italien først var indtrådt i krigen i 1915, fik Balbo ind i den italienske hær (Regio Esercito Italia) og gjorde tjeneste i det 8. alpine regiment. Han fik en bronze- og to sølvmedaljer og opnåede rang af kaptajn ved tapperhed under beskydning.
Lige før det italienske nederlag ved Caporetto anmodede Italo Balbo om at blive overført til Corpo Aeronautico Militare, den italienske hærs flyverkorps. Tilsyneladende kom han aldrig rigtig i gang med sin flyvetræning. På grund af hans pludselige overførsel inden katastrofen, og fordi hans bataljon blev taget til fange ved Caporetto, var der nogle, som beskyldte Balbo for at være deserteret.
I juli og august 1918 vendte Balbo tilbage til 8. alpine regiment og kom igen i aktion i hæren. Han deltog i slaget ved Vittorio Veneto.
Efter krigen studerede Balbo i Firenze og fik en eksamen i samfundsvidenskab, derefter vendte han tilbage sin hjemby for at arbejde som bankassistent.

### Leder af Sortskjorterne
I 1921 sluttede Balbo sig til det nystiftede Nationale Fascistparti (Partito Nazionale Fascista, eller PNF) og blev snart en sekretær i Ferraras fascist organisation. Han begyndte at organisere fascistiske bander, og dannede sin egen gruppe, der fik øgenavnet Celibano, efter deres foretrukne drik. De brød strejker for lokale jordejere og angreb kommunister og socialister i Portomaggiore, Ravenna, Modena og Bologna. Gruppen gennemførte en gang et raid på Estense borgen i Ferrara.
Italo Balbo var i 1922 blevet en "Ras", en titel hentet fra Etiopien, som nogenlunde svarede til en hertug i det fascistiske hierarki, og havde etableret sin egen lokal ledelse i partiet. "Ras"-erne gik typisk ind for, at der skulle skabes et mere decentraliseret fascistisk Italien, hvilket gik imod Mussolinis ønsker. I en alder af 26 var Balbo den yngste af "Quadrumviratet": de fire hovedplanlæggere af "Marchen til Rom." De fire var Michele Bianchi (39), Cesare Maria De Vecchi (38), Emilio De Bono (56), og Balbo. Mussolini selv (39) ville ikke deltage i den risikable operation, som endte med at bringe Italien under fascistisk styre.
I 1923, blev Balbo som en "Quadrumvir" et af de stiftende medlemmer af Det fascistiske Storråd (Gran Consiglio del Fascismo). Samme år blev han anklaget for mord på den antifascistiske sognepræst Giuseppe Minzoni i Argenta. Han flygtede til Rom og i 1924 blev han generalkommandør over den fascistiske milits og viceminister for nationens økonomi i 1925.

### Flyver
Den 6. november 1926 blev Balbo, trods det at han på daværende tidspunkt intet kendte til flyvning, statssekretær for luftfart. Han gennemgik et lynkursus i flyvning og gik i gang med at opbygge det italienske luftvåben (Règia Aeronautica Italia). Den 19. august 1928, blev han general i luftvåbenet og den 12. september 1929 minister for luftvåbenet.
I Italien var der på daværende tidspunkt stor interesse for flyvning. I 1927 fløj Francesco de Pinedo fra Italien til Australien, videre til Japan og tilbage til Italien. Mario De Bernardi havde international succes med at flyve vandflyvere og Umberto Nobile konstruktør af og chef på luftskibene "Norge" 'Italia på ekspeditioner til Arktis i hhv. 1916 og 1928.
Balbo selv stod for to transatlantiske flyvninger. Den første var i 1930 hvor 12 Savoia-Marchetti S.55 flyvebåde fløj fra Orbetello i Italien til Rio de Janeiro i Brasilien mellem den 17. december 1930 og 15. januar 1931. Fra 1. juli – 12. august 1933 førte han 24 flyvebåde på en rundflyvning fra Rom til Century of Progress i Chicago. Flyvningen bestod af syv etaper; Orbetello — Amsterdam — Derry — Reykjavík — Newfoundland — Shediac — Montreal og endte på Lake Michigan nær Burnham Park. I anledning af denne bedrift donerede Mussolini en søjle fra udgravningerne ved Ostia til byen Chicago, hvor den stadig står ved stien langs Michigan søen, lidt syd for Soldier Field. Chicago omdøbte Seventh Street til "Balbo Drive" og afholdt en parade til ære for ham.
Under Balbos ophold i USA inviterede præsident Franklin D. Roosevelt ham til frokost og tildelte ham et Distinguished Flying Cross. Sioux stammen gjorde ham til honorær høvding med navnet "Høvding flyvende ørn". Balbo fik en varm velkomst i USA, især fra den store italiensk-amerikanske befolkningsgruppe i Chicago og New York. Til en jublende folkemængde i Madison Square Garden sagde ham: "Vær stolte over at I er italienere. Mussolini har afsluttet æraen med ydmygelser." Herefter blev begrebet "Balbo" brugt i almindelig sprogbrug til at beskrive enhver stor formation af fly. Tilbage i Italien blev han forfremmet til marskal af luftvåbenet. (Maresciallo dell'Aria).

### Guvernør af Libyen
Den 7. november 1933 blev Balbo udpeget til generalguvernør over den italienske koloni Libyen. Mussolini overlod det til den flamboyante luftmarskal at gennemføre de italienske ambitioner og føre Italien mod nye horisonter i Afrika. Balbos opgave var at stå fast på Italiens rettigheder i øst mod Sudan. Balbo havde allerede gennemført et besøg med fly i Tibesti. Ved at sikre sig "Tibesti-Borku striben" og "Sarra Trekanten", ville Italien være i en god position til at forlange yderligere territoriale indrømmelser i Afrika fra Frankrig og Storbritannien. Mussolini havde endda kastet sine øjne på den tidligere tyske koloni Cameroun. I 1922 var kolonien blevet til territorier under Folkeforbundet, styret af Frankrig og Storbritannien. Mussolini forestillede sig et italiensk Cameroun og en landkorridor, som forbandt dette område med Libyen. Et italiensk Cameroun ville give Italien en havn ved Atlanterhavet, tegnet på en verdensmagt. I sin yderste konsekvens ville kontrol med Suez-kanalen og Gibraltar gøre billedet komplet.
Med virkning fra 1. januar 1934 blev de italienske kolonier Tripolitania, Cyrenaica og Fezzan lagt sammen til en ny koloni, og Balbo flyttede til Libyen. På dette tidspunkt havde Balbo tilsyneladende forårsaget uenighed i partiet, formentlig på grund af jalousi og selvstændig adfærd. At udpege ham til generalguvernør var en effektiv måde at sende ham i eksil på, væk fra politikken i Rom, hvor Mussolini anså ham for at være en trussel. "Benito in Balboland," en artikel fra 22. marts 1937 i Time Magazine, spillede på konflikten mellem Mussolini og Balbo. Balbo var stadig velkendt i USA efter sit besøg i Chicago i 1933.

#### Krisen i Abessinien
I 1935 forværredes den abessinske krise. Balbo begyndte at forberede planer for et angreb på Ægypten og Sudan. Da Mussolini gjorde det klart, at han ville invadere Etiopien kølnedes forholdet mellem Italien og Storbritannien. Af frygt for at Mussolini skulle finde på at gøre noget overilet mod britiske styrker og besiddelser i middelhavsområdet, forstærkede Storbritannien sin flåde i Middelhavet og forstærkede sine styrker i Ægypten. Hvis Storbritannien skulle finde på at blokere Suez-kanalen, ræsonnerede Balbo, ville italienske troppeskibe være forhindret i at nå Eritrea og italiensk Somaliland. Med tanke på, at det planlagte angreb på Abessinien ville blive vanskeliggjort, bad Balbo om forstærkninger til Libyen. Han regnede med, at et sådant udspil ville gøre ham til en national helt og flytte ham tilbage til centrum på den politiske scene. Tre divisioner og 700 fly blev straks sendt fra Italien til Libyen. Balbo kan have fået efterretninger om gennemførligheden af at rykke ind i Ægypten og Sudan fra den berømte ørkenforsker László Almásy.
Den 1. september 1935 havde Balbo i hemmelighed fået opstillet italienske styrker langs grænsen til Ægypten uden at briterne havde opdaget det. På det tidspunkt var den britiske efterretningstjeneste stort set uvidende om hvad der foregik i Libyen. I den sidste ende afviste Mussolini Balbos overambitiøse plan om at angribe Ægypten og Sudan, og London blev bekendt med hans troppekoncentrationer fra Rom.

#### München krisen
Den "anglo-italienske aftale" fra april 1938 førte til at midlertidig lettelse af spændingerne mellem Storbritannien og Italien. For Balbo betød aftalen, at han straks mistede 10.000 italienske tropper. Men aftalen var kendetegnet af fornyede løfter om planer, som Mussolini tidligere havde opgivet, og som let kunne opgives igen. Da Münchenkrisen rasede havde Balbo fået sine 10.000 soldater tilbage.
På dette tidspunkt foretog italienske fly ofte overflyvninger over Ægypten og Sudan. Italienske piloter gjorde sig bekendt med ruter og flyvepladser. Fra 1938 til 1939 fløj Balbo selv en række flyvninger fra Libyen over Sudan til Italiensk Østafrika (Africa Orientale Italiana, eller AOI). Han fløj endda langs grænsen mellem Italiensk Østafrika og Britisk Østafrika, (som nu kaldes Kenya). I januar 1939 blev Balbo ledsaget på en af flyvningerne af den tyske generaloberst Ernst Udet.
Der var klare tegn på tysk militært og diplomatisk samarbejde med italienerne. General Udet var ledsaget af lederen af det tyske mekaniserings departement. Den tyske militærattache i Rom var på et langt besøg i Ægypten. En tysk militærmission var tilstede i Benghazi og tyske piloter deltog i navigationstræningsflyvninger.
Balbo indledte vejbygningsprojekter, såsom Via Balbia i et forsøg på at tiltrække italienske immigranter til Italiensk Nordafrika. Han gjorde også en indsats for at tiltrække muslimer til den fascistiske bevægelse. I 1938 var Balbo det eneste medlem af det fascistiske regime, som var kraftig modstander af den nye lovgivning vendt mod jøder, de italienske "racelove".
I 1939 efter den tyske invasion af Polen besøgte Balbo Rom for at udtrykke sin utilfredshed med Mussolinis støtte til den tyske diktator Adolf Hitler. Balbo var den eneste højestrangerende fascist, som offentligt kritiserede dette element i Mussolinis udenrigspolitik. Han ønskede, at Italien skulle stille sig på Storbritanniens side; men Balbo fik ikke megen støtte til det synspunkt. Da Balbo hørte om Italiens alliance med Nazityskland udbrød han:
"Det ender med at I alle kommer til at pudse skoene på tyskerne!"

#### 2. Verdenskrig
Da Italien erklærede krig den 10. juni 1940 var Balbo generalguvernør i Libyen og øverstkommanderende i Italiensk Nordafrika. Han fik ansvar for planlægningen af en italiensk invasion af Ægypten. Efter Frankrigs kapitulation kunne Balbo flytte en stor del af tropperne og materiellet i den italienske 5. arme fra grænsen mod det franske Tunesien til den 10. arme, som lå ved den ægyptiske grænse. Selv om han gav udtryk for mange berettigede bekymringer til Mussolini og marskal Pietro Badoglio, den militære stabschef i Rom, var det stadig Balbos plan at invadere Ægypten i starten af juli.

### Død
Den 28. juni 1940 blev Balbo skudt ned, da han var ved at lande sit fly på den italienske lufthavn ved Tobruk nogle få minutter efter et britisk angreb. Balbo blev skudt ned af italienske artillerister og dræbt. Krydseren San Giorgio begyndte at skyde på hans Savoia-Marchetti SM.79 fly, der havde det civile registreringsmærke "I-MANU" til ære for hans kone , Donna Manu, hvorefter lufthavnens antiluftskyts fulgte trop. Det er stadig ikke klarlagt hvem af dem der skød ham ned. Regeringen i Rom fastholdt, at hændelsen var et uheld, men Balbos nærmeste venner og familie var overbevist om at det var et mord udført efter ordre fra Mussolini. Denne tanke blev næret under Mussolinis næste besøg i Tobruk for at inspicere de italienske styrker, hvor han nægtede at besøge stedet hvor Balbo døde. I et interview i 1997 med en af skytterne, der skød ham ned hævdede denne, at Balbos fly blot var blevet identificeret som et fjendtligt mål, da Balbo kom ind lavt og mod solen efter et angreb af britiske Bristol Blenheims. men debatten fortsætter.
Italo Balbos rester blev begravet udenfor Tripoli den 4. juli 1940. I 1970 blev Balbos rester bragt tilbage til Italien og begravet i Orbetello af Balbos familie. Efter at have overtaget magten ved et statskup den 1. september 1969 truede den nye libyske regering under Muammar al-Gaddafi med at opgrave de italienske kirkegårde i Tripoli.

## Eksterne links
- Comando Supremo: Italo Balbo
- Italo Balbo og Siouxerne